# That's Not What I Heard
Albums de Gossip
Movement
(2003)
That's Not What I Heard est le premier album du groupe américain The Gossip, sorti le 23 janvier 2001.

## Titres
1. Swing Low
2. Got All This Waiting
3. Bones
4. Sweet Baby
5. Tuff Luv
6. Got Body If You Want It
7. Where the Girls Are
8. Bring It On
9. Heartbeats
10. Catfight
11. Jailbreak
12. Southern Comfort
13. And You Know...
14. Hott Date